# Le Triporteur (roman)
Pour l’article homonyme, voir Le Triporteur.
Le Triporteur est un roman de René Fallet publié en 1951. Il a été adapté au cinéma en 1957 par Jacques Pinoteau, avec Darry Cowl dans le rôle-titre.

## Résumé
Antoine Peyralout, membre de l'Amicale des Amis de la Belote et du 421 réunis et supporter du R.C. Pommard, part à Paris sur un triporteur nommé Augustine pour regarder la finale de la coupe de France.

## Personnages de Vauxbrelles-en-Bourgogne (Côte-d'Or)
- Antoine Peyralout : 19 ans, 1,66 m, 53 kilos. Supporter du R.C Pommard et ailier droit du C.A. Vauxbrellois. Membre (et président temporaire) de l'Amicale des Amis de la Belote et du 421 réunis. Berger, ramasseur de muguet ou ivrogne à ses heures perdues
- Hubert Peyralout : père d'Antoine. Éprouve une haine viscérale pour le sport à la suite de la réception sur la tête d'un ballon de rugby
- Mme Peyralout : mère d'Antoine
- Marcelline Godafroid : fiancée d'Antoine
- Jojo, Lafrezique, L'Enclume, Mosquito, Petit-Mec, Pierrot, Suce-la-Glace : amis d'Antoine, autres membres de l'Amicale des Amis de la Belote et du 421 réunis

## Personnages rencontrés sur la route
- Corner : caneton adopté par Antoine
- Comme-la-Lune : vagabond voleur et analphabète
- Les joyeux drilles du boulevard Richard-Lenoir : groupe d'amis hilares absolument tout le temps

## Personnages de Saint-Flébène
- Mammouth : père de Céleste, grand sentimental
- Le Duc : fils d'un ancien instituteur, entomologiste
- Zanzi : garagiste à la ville
- Époux Mouillefarine : propriétaires d'un bar
- Céleste : fille de Mammouth
- Famille Mouche : le père Mouche, massacreur de morceaux de musique, ses filles Cornélie et Aurore, péripatétitiennes de leur état et Martine, la tortue, qui finira en crêpe